# Rheinisch-Westfälischer Genossenschaftsverband
Der Rheinisch-Westfälische Genossenschaftsverband e. V. (RWGV) war ein genossenschaftlicher Regionalverband in Deutschland. Sein Zuständigkeitsbereich erstreckte sich über das gesamte Bundesland Nordrhein-Westfalen und den nördlichen Teil von Rheinland-Pfalz. Im RWGV zusammengeschlossen waren zuletzt rund 700 Genossenschaften. Am 26. April 2017 haben seine Mitglieder den Zusammenschluss mit dem Genossenschaftsverband in Frankfurt zum Genoverband e. V. beschlossen.

## Geschichte
Der Verband RWGV entstand 2002 aus dem Zusammenschluss des Westfälischen Genossenschaftsverbands e. V. (WGV) und des Genossenschaftsverband Rheinland e. V. (GVR). Seine Wurzeln reichen bis in das Jahr 1862 zurück, in dem der „Verband der Kreditgenossenschaften von Rheinland, Westfalen, Lippe und Waldeck“ gegründet wurde.
Der RWGV hatte im Jahr seiner Fusion 450 Mitarbeiter an Standorten in Düsseldorf, Münster, Rösrath-Forsbach (Rheinisch-Westfälische Genossenschaftsakademie) und Koblenz. 
Ende 2015 waren im Verband 182 Volks- und Raiffeisenbanken, genossenschaftliche Spezialinstitute sowie genossenschaftliche Unternehmen aus dem Finanzsektor in anderer Rechtsform mit einer kumulierten Bilanzsumme von 288,1 Milliarden Euro zusammengeschlossen. Hinzu kamen 160 landwirtschaftliche Unternehmen mit einem Gesamtumsatz von 23 Milliarden Euro. Zu den Mitgliedern zählten des Weiteren 361 Dienstleistungs- und Handelsgenossenschaften mit einem Gesamtumsatz von 12,4 Milliarden Euro. Die Genossenschaften der drei Sparten im RWGV hatten 2015 rund 3,3 Millionen Mitglieder und beschäftigen etwa 74.000 Mitarbeiter.